# Coullons
Coullons é uma comuna francesa na região administrativa do Centro, no departamento Loiret. Estende-se por uma área de 77,86 km². Em 2010 a comuna tinha 2 345 habitantes (densidade: 30,1 hab./km²).